# 버러
버러(borough)는 영어를 사용하는 여러 국가들의 행정 구역이다. 본래 '버러'라는 용어는 자치 위곽 도시를 의미하지만 실제로 이 용어는 널리 공식화되어 사용되고 있다. 자치구로도 번역된다.
오늘날 버러는 영국(잉글랜드·북아일랜드)과 아일랜드에서 한 행정구역 단위로 널리 쓰이고 있다. 이밖에도 캐나다의 퀘벡주와 미국의 알래스카주를 비롯한 일부 주, 이스라엘과 오스트레일리아에서도 사용되고 있으며, 옛날에는 캐나다 온타리오주와 뉴질랜드에서도 사용된 바 있다.

## 용어
'버러'라는 낱말은 고대 영어 낱말 burg에서 비롯된 것으로, 요새화된 정착지를 의미한다. 이 낱말은 현대의 영어 낱말 bury, -brough, 스코틀랜드어 burgh, 스칸디나비아 어군의 borg로도 등장한다.

## 역사

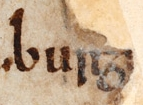
《베오울프》에 등장하는 단어 'burg'

버러의 역사는 중세 시대 영국에서 유래하였다. 당시 잉글랜드에서는 자치권을 부여받은 촌락을 'borough'라고 불렀으며, 스코틀랜드에서는 이를 'burgh'로 칭했다. 버러는 잉글랜드 의회의 의원들을 선출할 권리도 부여받았다. 버러라는 단어의 쓰임새는 앨프레드 대왕이 도입한 부르갈 (burghal) 체제에서 유래한 것으로 본다. 앨프레드 대왕은 버르흐라는 이름의 방어 거점들을 정비하고, 버르흐 지위로 지정된 마을들에 자치권한을 부여하였던 것이다. 이후 노르만 정복 당시 몇몇 마을들이 자치권을 꾸리게 되자 이들 마을을 가리키는 과정에서 버르흐, 버러라는 개념이 다시 쓰이게 된 것으로 보인다.
버러라는 개념은 영국 이외의 영어권 국가에서도 쓰이게 되었으나 그 양상은 달랐다. 대개는 자치정부가 있는 도시 하나를 가리키는 말로 쓰였으나, 일부 대도시에서는 도시의 한 구역을 뜻하는 말, 즉 '구' (區)란 의미로도 쓰이게 되었는데, 뉴욕시 (뉴욕의 자치구), 런던 (런던 자치구), 몬트리올 등이 대표적이다. 이런 경우에는 버러가 가진 행정권이 시 정부보다 제한되어 있거나 아예 아무런 권한이 없는 것이 일반적이다. 한편 미국의 알래스카주에서는 버러라는 말이 한 지역을 뜻하는 말로 바뀌었는데, 일례로 알래스카에서 가장 큰 버러인 노스슬로프는 그 면적이 영국과 맞먹고 인구는 만 명도 되지 않지만 버러라고 부른다 (이 때문에 한국어로는 '군'으로 번역되기도 한다). 오스트레일리아에서는 한때 자치정부를 지닌 작은 촌 단위를 버러라고 부르기도 했으나 지금은 전부 폐지되고 빅토리아주의 퀸스클리프 버러가 유일하게 지명으로 남아 있다.

## 같이 보기
- 뉴욕의 자치구
- 도시 자치구
- 주급 자치구

## 참고 문헌
- Smith, William Charles (1878), 〈Borough〉,   Baynes, T.S., 《브리태니커 백과사전》 4 9판, 뉴욕: Charles Scribner's Sons, 62–64쪽
- Smith, William Charles; Bateson, Mary (1911), 〈Borough〉,   Chisholm, Hugh, 《브리태니커 백과사전》 4 11판, 케임브리지 대학교 출판부, 268–273쪽